# اللاذقية (صحيفة)
صحيفة اللاذقية وهي أول صحيفة تصدر في مدينة اللاذقية أواخر العصر العثماني.
على أثر إعلان الدستور العثماني ألَف الشيخ محمد سعيد حسن سعيد شركة ضمت محمد مواهب الأزهري ومحمد محاسن الأزهري وأحمد رشيد الحكيم وعبد الواحد هارون لشراء مطبعة وإصدار جريدة؛ فكانت المطبعة الوطنية أول مطبعة في مدينة اللاذقية وكانت صحيفة اللاذقية أول صحيفة تصدر فيها سنة 1327هـ/1909م، وكان هو صاحب امتيازها ورئيس تحريرها ومديرها المسؤول.
صدر العدد الأول من صحيفة اللاذقية يوم الثلاثاء 14 ربيع الثاني 1327هـ/21 نيسان 1325 مالي/4 أيار 1909م، وكانت صحيفة سياسية أدبية علمية زراعية تجارية تصدر يوم الثلاثاء من كل أسبوع، وأحياناً يومي السبت والثلاثاء من كل أسبوع. وتوقفت الصحيفة بعيد قيام الحرب العالمية الأولى.
قيمة الاشتراك في العدد هي 2 مجيدي ذلك الوقت، لم يبق من الصحيفة إلا النوادر من الأعداد يحتفظ بعض المؤرخين بأعداد قليلة منها.